# 羅周翰
羅周翰（900年代—914年），唐末魏州貴鄉縣（今河北省大名縣）人，祖籍長沙。魏博節度使羅紹威之子。
羅周翰即位魏博節度使時年紀尚幼，幕府以都指揮使潘晏掌權，宣義軍節度使楊師厚覬覦魏博許久，乾化二年（912年）楊師厚殺死潘晏，進入魏州，梁帝朱友珪改羅周翰為宣義軍節度使，封楊師厚為魏博節度使。羅周翰官至檢校太傅、駙馬都尉，乾化四年（914年）七月，早卒，贈侍中。